# كلود في. ريكيتس
كلود في. ريكيتس (بالإنجليزية: Claude V. Ricketts)‏ هو ضابط أمريكي، ولد في 23 فبراير 1906 في ميزوري في الولايات المتحدة، وتوفي في 6 يوليو 1964 في بيثيسدا في الولايات المتحدة بسبب نوبة قلبية.